# George Bouchikian
George Bouchikian (auch George Boujikian, arabisch جورج بوشيكيان, armenisch Ջորջ Բուչիկյան, * 1965 in Zahlé) ist ein libanesischer Journalist armenischer Abstammung. Seit September 2021 ist er Industrieminister in der Regierung Nadschib Miqati.
Bouchikian hat einen Bachelor-Abschluss in Rechts- und Politikwissenschaften der Libanesischen Universität. Er arbeitete als Journalist für MBC FM Radio in London und den libanesischen Fernsehsender LBCI. Ihm wurde der Titel des Goodwill-Botschafters der Vereinten Nationen verliehen.